# 五条庸子

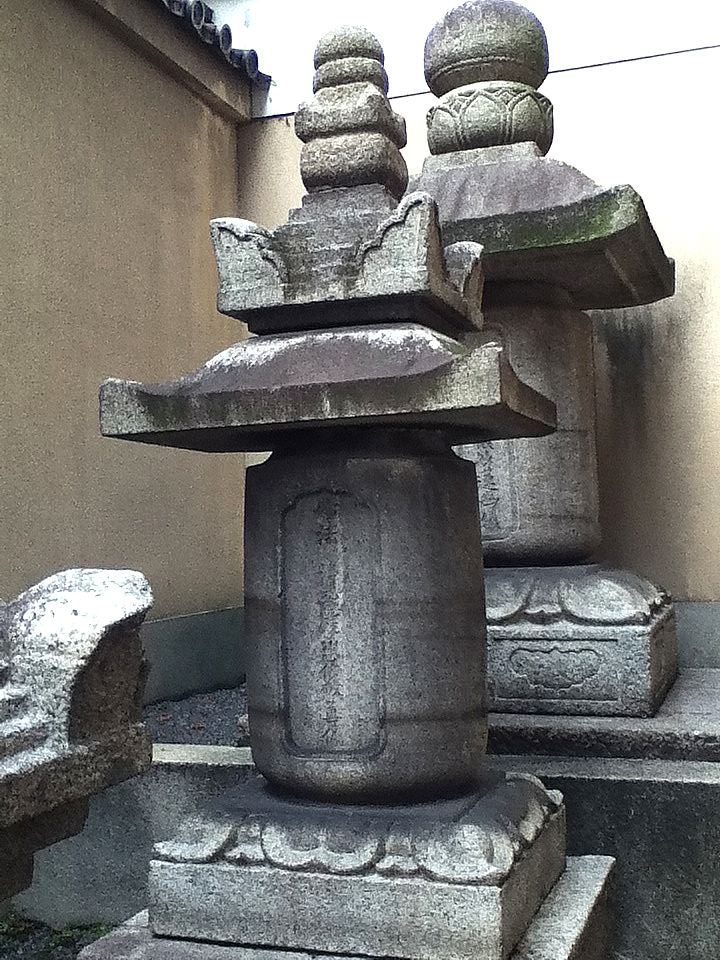
「清光院殿浄心信敬尊儀」と刻まれた供養塔（上部は別の宝篋印塔の一部に置き換わっている） - 本能寺（京都）

五条庸子（ごじょう ようこ、1660年5月27日（万治3年4月19日） - 1683年9月25日（天和3年8月5日））は、江戸時代前期の女官である。霊元天皇の掌侍。正二位権大納言五条為庸の娘。母は右衛門尉南部宣行の娘。見性院宮（三宮、円満院）・一品尭延法親王（六宮周慶親王、後に天台座主）・台嶺院宮の母。五条家の本姓は菅原氏であるため、菅原庸子とも表記される。

## 経歴
幼名屋津子。十代半ばで出仕した当初（1675年8月25日（延宝3年7月5日）以前）は新内侍と呼ばれ、菅内侍あるいは菅内侍局を経て、1677年9月3日（延宝5年8月7日）以降は少将内侍と呼ばれた。3皇子を産むが尭延法親王以外は夭逝。1683年死去。享年24。本能寺に葬られる。号宝樹院浄心。

## 逸話
同腹の妹である経子も霊元天皇の後宮に入っており、中納言典侍の女房名を持っている。庸子を菅中納言局とする史料、経子を菅中納言局とする史料の両方が存在する。このため、史料上混同を生じやすい。